# Geltungserhaltende Reduktion
Geltungserhaltende Reduktion (orthografisch ebenfalls korrekt: Geltung erhaltende Reduktion) ist in der Rechtswissenschaft eine Form der Auslegung, bei der die Wirksamkeit der betreffenden Rechtsvorschrift oder Vertragsklausel aufrechterhalten wird, obwohl sie bei umfassender Anwendung unwirksam wäre. Die Rechtsvorschrift oder Vertragsklausel wird (entgegen der ursprünglichen Intention des Gesetzgebers oder der Vertragspartner) in ihrer Wirkung eingeengt, da sie bei einer weiteren Auslegung unwirksam wäre; sie wird auf den „Regelungskern“ reduziert, der noch rechtlich zulässig ist, so dass wenigstens dem Grunde nach ihre Geltung erhalten wird.
Im Bereich der Inhaltskontrolle von Allgemeinen Geschäftsbedingungen (AGB) ist eine geltungserhaltende Reduktion grundsätzlich unzulässig. Ist bei der Verwendung von AGB eine Klausel unwirksam, so wird sie durch die gesetzliche Regelung ersetzt, von der sie abweicht. Die Ratio dahinter ist, dass der Verwender der AGB den anderen Vertragspartner ohnehin schon dadurch benachteiligt, dass er die AGB einseitig stellt. Dies soll ihm nur zum Vorteil gereichen, wenn er sich darauf beschränkt, wirksame Klauseln zu vereinbaren. Geht er über das zulässige Maß hinaus, hätte eine geltungserhaltende Reduktion zur Folge, dass die Klauseln lediglich auf das gesetzlich zulässige Maß zurückgeführt würden, was ihm erlauben würde, extreme Klauseln aufzunehmen in der Gewissheit, dass jedenfalls das gesetzlich zulässige Maximum damit vereinbart ist. Dies widerspricht zum einen dem Benachteiligungsverbot und zum anderen dem Transparenzgebot, weil nunmehr der andere Teil nicht wissen kann, welche Klauseln als vereinbart gelten.

## Beispiel
Verpflichtet eine AGB den Vertragspartner zu Schönheitsreparaturen gemäß fester Fristen, so ist sie, weil sie ihn übermäßig benachteiligen könnte, insgesamt unwirksam da
- eine Renovierung nach Ablauf einer bestimmten Frist aus rechtlichen Gründen ohnehin durchgeführt werden muss, ohne Rücksicht auf den tatsächlichen Zustand der Räume, also ohne Rücksicht auf Erforderlichkeit,
- ein Fristenplan mit anderen Klauseln kombiniert werden könnte, in denen zusätzlich eine Renovierung beim Auszug verlangt wird, unabhängig davon, wie lange die nach dem Plan fällige laufende Renovierung zurückliegt.

Eine geltungserhaltende Reduktion auf Fälle eindeutiger Erforderlichkeit oder ohnehin jahrzehntelanger Nutzung findet nicht statt, da das Gesetz keine Anpassung zugunsten des AGB-Verwenders vornimmt. Es gilt die (sonst dispositive) gesetzliche Regelung, von der abgewichen wurde.
Die sogenannte Salvatorische Klausel führt bei AGB zu keinem anderen Ergebnis: sie kollidiert gleichermaßen mit den Grundsätzen von § 306 und § 307 BGB und kann die nur geltungserhaltend reduzierte Vorschrift nicht retten. Ihr kommt dann nur noch die Funktion zu, hinsichtlich der Geltung des restlichen Vertrages die Beweislast dafür umzukehren, so dass derjenige, der die Nichtgeltung behauptet, dies beweisen muss, was ohne die salvatorische Klausel demjenigen auferläge, der die Geltung nur aufgrund § 306 BGB Abs. 1 behauptete.
Das Verbot der geltungserhaltenden Reduktion gilt auch im kaufmännischen Verkehr bzw. im Geschäftsverkehr von Unternehmern, denn das Gesetz trifft die Grundentscheidung, dass im Rahmen des von § 310 Abs. 1 BGB gezeichneten Umfangs auch Unternehmer schutzwürdig mit Bezug auf AGB sind und auch die Grundregeln des § 307 BGB für sie gelten.
Im Bereich der Auslegung und Anwendung von Rechtsnormen gilt ein Verbot der geltungserhaltenden Reduktion nicht. Im Gegenteil, solche Normen sind, wenn sie inhaltlich „teilbar“ sind, in dem Umfang, der gegen übergeordnete Wertungen nicht verstößt, weiterhin anzuwenden (→ verfassungskonforme Auslegung).